# 亚历山大·莫罗泽维奇
亚历山大·谢尔盖耶维奇·莫罗泽维奇（俄语：Александр Серге́евич Морозе́вич，1977年7月18日—），俄罗斯国际象棋棋手、特级大师，同时还是一位国际象棋盲棋高手。
莫罗泽维奇曾经于2005年、2007年两度闯入世界冠军候选人赛。他也是1998年、2007年两届俄罗斯国际象棋全国冠军。此外，他七次代表俄罗斯队出征国际象棋奥林匹克，帮助俄罗斯夺得过三枚团体金牌（1998年、2000年、2002年），一枚团体银牌（2004年）以及一枚团体铜牌（1994年）。
莫罗泽维奇以其具有攻击性以及非正统的行棋风格著称。2008年，他的等级分排名则达到过世界第二。